# Der stille Don

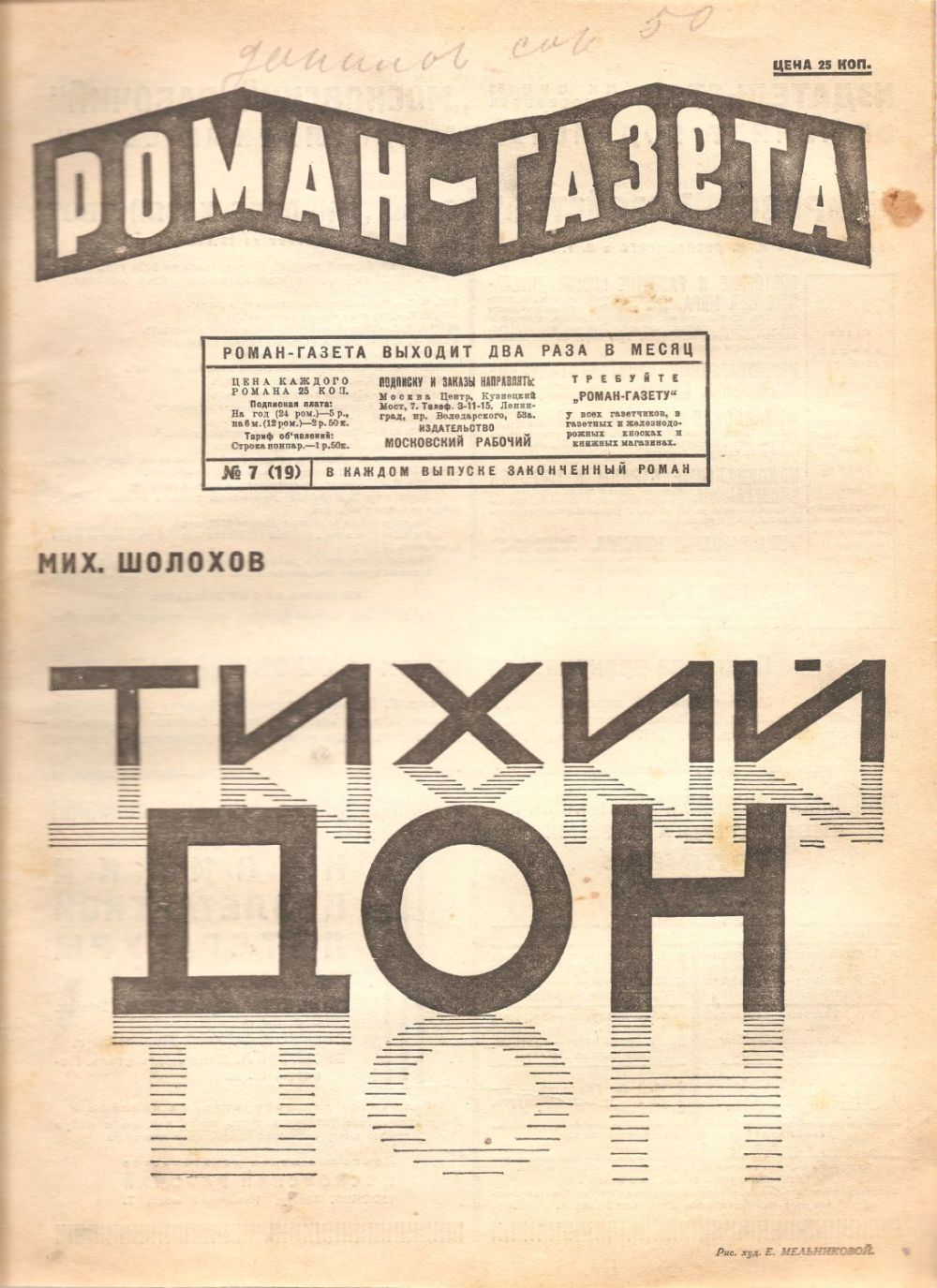
Veröffentlichung in der Literaturzeitschrift Roman-gasjeta, 1928

Der stille Don (russisch Тихий Дон) ist ein russisches Romanepos, das von 1928 bis 1940 in vier Teilen erschien. Es gilt als eines der wichtigsten Werke der sowjetischen Literatur und wurde in zahlreiche Sprachen übersetzt. Der angebliche Autor Michail Scholochow erhielt 1965 dafür den Nobelpreis für Literatur. Untersuchungen von russischen Literaturwissenschaftlern kamen zu dem Ergebnis, dass er wahrscheinlich nur einen kleinen Teil selber verfasste und zum großen Teil Texte von anderen Autoren verwendete.

## Inhalt
Der Erste Weltkrieg, die Oktoberrevolution sowie der darauffolgende Bürgerkrieg bilden den geschichtlichen Hintergrund des Romans.
Vor diesem entfaltet sich die Lebensgeschichte des Donkosaken Grigori Melechow. In seiner Jugend verliebt sich Melechow in Aksinja, die Frau seines Nachbarn Stepan Astachow. Nachdem er mit Natalja verheiratet wurde, flüchtet er mit Aksinja, kehrt aber, nachdem diese ihn betrog, zu Natalja zurück und zeugt mit ihr zwei Kinder. Zu dieser Zeit kämpft er bereits als Soldat im Ersten Weltkrieg, den er trotz mehrfacher Verwundung überlebt. Später schließt er sich den Bolschewiki an, die er jedoch nach kurzer Zeit wieder verlässt. Melechow sehnt sich nach einem friedlichen Kosakenleben, wird jedoch bald wieder vom Krieg eingeholt und kämpft auf Seite der Weißen gegen die Rote Armee. Aufgrund seines Mutes und seiner Kampferfahrung erreicht er den Offiziersrang. Melechow kann sich jedoch nicht mit den politischen Zielen der Weißen identifizieren. Doch auch den Roten fühlt er sich nicht zugehörig. Er sitzt „zwischen zwei Stühlen“. Nachdem die Weißen vernichtet wurden, bleibt ihm aber nichts anderes übrig, als den Roten zu dienen. Er kämpft kurz an der polnischen Front.
Zu dieser Zeit hat er, nachdem er sein Verhältnis zu Aksinja erneuerte, seine Frau Natalja bereits durch eine misslungene Abtreibung verloren. Auch sein Vater, die Schwägerin, sein Bruder Petro und zahlreiche Verwandte und Freunde sind bereits gestorben. Von Aksinja wird er immer wieder getrennt, und als er schließlich, nach Ausschluss aus der Roten Armee, zu ihr zurückkehrt, muss er erfahren, dass auch seine Mutter verstorben ist und seine Schwester Dunja sich mit seinem ehemaligen Freund, dem überzeugten Bolschewiken Michail, verheiratet hat. Michail, voller Hass auf die Weißen, zwingt den ehemaligen Rittmeister Melechow, sich vor den Bolschewiki für seine Tätigkeiten in der Weißen Armee zu verantworten.
Melechow ahnt, dass dies seinen Tod bedeuten könnte, und verlässt seinen Heimatort. Er schließt sich schweren Herzens einer Räuberbande an, die schon bald von Schwadronen der Roten Armee zerschlagen wird. Nachdem er sich auf einer Insel versteckt hielt, wagt er eine kurze Heimkehr, um Aksinja zu holen und mit ihr zu flüchten. Auf dieser Flucht wird Aksinja jedoch erschossen, und Grigori Melechow, von der Sehnsucht nach seinen Kindern geplagt, legt alle Waffen ab und kehrt zurück in den heimatlichen Chutor.
Das Ende des Romans bleibt weitgehend offen. Melechow findet seinen Sohn, der ihm erzählt, dass die Tochter verstorben und der gefährliche Schwager Michail an der Front ist. Vater und Sohn umarmen sich.

## Stil
Das Werk gilt als ein klassisches Beispiel für den Sozialistischen Realismus. Ansätze zu avantgardistischem Schreiben, die sich in den ersten beiden Büchern noch zeigen (Zitate aus der Wirklichkeit, ungewöhnliche Metaphern, Verwendung von Ausdrücken auf niedrigem Sprachniveau), weichen bald einer konservativen Darstellung, die sich am Realismus der russischen Literatur des 19. Jahrhunderts orientiert. Der oft abrupte Wechsel von ruhiger zu beschleunigt-dramatischer Darstellung, von einem tragischen zu einem komischen Ton machen den Roman abwechslungsreich. Scholochow verzichtet auf Kommentare eines allwissenden Erzählers und auf Innere Monologe seiner Protagonisten und stellt – oft in Dialogen und szenischen Darstellungen – allein deren Handlungen dar, was eine moralische Typisierung erschwert.

## Entstehungsgeschichte
Michail Scholochow behauptete später, er habe Ende 1925 mit einigen Kapiteln über den Kornilow-Aufstand von 1917 begonnen, und dann ab Ende 1926 den folgenden russischen Bürgerkrieg im Dongebiet beschrieben. Es sind einige handschriftliche Manuskriptseiten von Scholochow mit einer Datierung aus dieser Zeit erhalten, deren tatsächliche Erstellung aber unsicher ist.
1928 erschienen der erste und der zweite Teil von Der stille Don zuerst in der Zeitschrift Oktjabr (Oktober), dann in der Roman-gazeta (Roman-Zeitung) und schließlich als eigenständige Bücher.
Der vierte Teil wurde angeblich 1932 begonnen und wurde zuerst in der Zeitschrift Nowy mir (Neue Welt) zwischen 1937 und 1940 veröffentlicht, dann als Buch 1941.
Über die tatsächliche Entstehungsgeschichte des Epos gibt es bisher nur Vermutungen. Wahrscheinlich wurden vor allem Texte von anderen Autoren verwendet, möglicherweise waren sogar mehrere Personen an der Ausarbeitung des endgültigen Textes beteiligt.

## Fragliche Autorschaft

### Allgemeines
An der alleinigen Autorschaft Michail Scholochows an dem vierteiligen Romanepos Der stille Don gab es seit seinem ersten Erscheinen immer wieder erhebliche Zweifel.

„Der reiche Wortschatz, volkstümliche Wendungen, literarische Anspielungen zeugen von Bildung und Erfahrung. Der Autor müsse aus der Don-Region stammen, Krieg und Bürgerkrieg als reifer Mann und gestandener Schriftsteller erlebt und, den Zitaten nach zu urteilen, ein Faible für Iwan Turgenjew und Iwan Bunin gehabt haben, (…)“

Zu Michail Scholochow war aber bekannt:
- 1. Michail Scholochow war beim Verfassen des ersten Teils des Romans seit 1925/26 etwa 21 Jahre alt. Er hatte wahrscheinlich nur eine geringe Schulbildung (Gymnasium fraglich), mehrere Jahre als Hilfsarbeiter und war zuletzt  Gehilfe in einer Steuerverwaltung. Seine Familie war in die Donregion eingewandert und dort nicht heimisch. Seine Mutter war eine ukrainische Bäuerin, die erst in den 1920er Jahren lesen und schreiben lernte, sein Vater ein wenig erfolgreicher mittelständischer Kleinunterunternehmer aus Zentralrussland. Er selbst war 1914 beim Beginn des Ersten Weltkriegs 9 Jahre alt, beim Ende der beschriebenen Episoden im Bürgerkrieg 1919 14 Jahre.
- 2. Michail Scholochow war mehrere Male nicht in der Lage, Fragen nach Hintergründen zu konkreten Textstellen zu beantworten. Zum Beispiel antwortete er auf die Frage nach dem Symbol der Schwarzen Sonne, das in der jüngeren russischen Literatur öfter verwendet wurde, (was er aber offensichtlich nicht wusste), ihm sei beim Schreiben der Szene schwarz vor Augen gewesen.[3] Auch Quellen für seine außergewöhnlich präzisen historischen Angaben konnte er nicht angeben.
- 3. Scholochow sprach grundsätzlich nie über die klassische und neuere russische Literatur, obwohl in den ersten beiden Bänden des Stillen Don zahlreiche Anspielungen daran zu erkennen sind, wahrscheinlich wusste er persönlich kaum etwas über sie.
- 4. Der literarische Stil von anderen Werken Scholochows wich erheblich von dem des Stillen Dons ab und erreichte nie dessen Qualität.
- 5. Es gab starke weltanschauliche Differenzen zwischen dem überzeugten Bolschewiken  Scholochow und seinem Roman und dessen Handlung im Umfeld der Weißen, die er eigentlich gar nicht so detailliert kennen konnte.
- 6. Es gab viele Jahrzehnte lang keinerlei Manuskripte von diesem umfangreichen Romanwerk, Scholochow behauptete später, sie seien bei Fliegerangriffen im Zweiten Weltkrieg verbrannt. Dennoch tauchten einige 1990 auf.[4]
- 7. Der Autor tat nichts oder nur wenig, um den Vorwürfen zu entgegnen und Fragen zu klären.
- 8. In einem Amateurfilm aus dem Jahr 1975 brach Scholochow, auf das kritische Buch von 1974 angesprochen, zusammen und sagte: „Sagen Sie bitte Ataman Glaskow, wie sehr ich mich schäme. Ich bitte die Kosaken, mir zu verzeihen.“[5]

### 1928
Bereits nach der Veröffentlichung des ersten Teils des Stillen Don 1928 gab es Gerüchte, dass es sich bei dem Werk um ein Plagiat handle. Es war zum Beispiel fraglich, woher Scholochow, der doch angeblich seit 1918 als 13-jähriger (!) im Bürgerkrieg auf den Seiten der Roten gekämpft habe, so genaue Kenntnisse der Strukturen der Weißen habe. Hatte er gelogen? Oder das Manuskript eines anderen Autors verwendet?
Kritiker des Romans waren auch Angehörige der Roten Armee, die der Darstellung der brutalen Unterdrückung der Kosaken durch die Rote Armee entgegenzutreten versuchten.
Auch Stalin fragte nach den Unstimmigkeiten. Daraufhin wurde die Herausgabe des geplanten dritten Bandes gestoppt.
Mitglieder des revolutionären Schriftstellerverbandes RAPP erklärten im März 1929 in einem öffentlichen Brief, sie könnten bezeugen, dass Scholochow in den letzten Jahren an dem Manuskript gearbeitet habe.
Danach nannte die Parteizeitung Prawda die Gerüchte „bösartige Verleumdungen, verbreitet durch Feinde der Diktatur des Proletariats“.
Danach konnten die weiteren Teile wie geplant erscheinen.

### Roi Medwedew 1966
1966 erklärte der in London lebende russische Exilautor Roi Medwedew, das Werk sei von zwei Autoren verfasst worden, und Scholochow sei nur für fünfzehn bis zwanzig Prozent des Textes verantwortlich. Er verwies darauf, dass dieser als 23-Jähriger „zu jung war, als dass er ein so reifes Werk hätte verfassen können“.

### Irina Medwedjewa-Tomaschewskaja 1974
1974 verwies Irina N. Medwedjewa-Tomaschewskaja in einem in Paris erschienen anonymen Aufsatz ebenfalls auf die Unstimmigkeiten bei der Entstehung des Romans. Das Vorwort stammte von Alexander Solschenizyn. Als tatsächlichen Autor vermutete sie Fjodor Krjukow (1870–1920), der als Offizier auf der Seite der Weißgardisten im Bürgerkrieg gekämpft hatte, und von dem ein Prosabändchen von 1909 existiert, das in sprachlicher Form, Dichte und Derbheit des Ausdrucks einige Ähnlichkeiten zu dem Stillen Don aufweise.
Nach dessen Tod sei offenbar ein hinterlassenes Manuskript mit einer Urfassung des Stillen Don zum Schriftstellerverband der Sowjetunion gelangt, der es an Scholochow als politisch opportunem Autor zur weiteren Bearbeitung weitergegeben habe.
Als Michail Scholochow 1975 mit den Vorwürfen der falschen Autorschaft konfrontiert wurde, erlitt er einen Zusammenbruch.
Alexander Solschenizyn würdigte den vermeintlichen Autor Fjodor Krjukow später in einem Werk mit einer Erwähnung als literarische Figur.

### Sowjetische Gegendarstellungen 1975–1999
In der UdSSR gab es gegen diese Vorwürfe erhebliche ideologische Widerstände.
Der bekannte sowjetische Schriftsteller Konstantin Simonow erklärte 1975 in einem Spiegel-Interview, dass Solschenizyns Hass auf alles Sowjetische diesen dazu bewegt habe, zu behaupten, „dass so ein ehrliches Buch über den Bürgerkrieg wie Der stille Don nicht von einem sowjetischen Schriftsteller und zudem noch  „Zugereisten“ wie Scholochow geschrieben werden konnte, sondern eben nur von einem Weißgardisten und gebürtigen Kosaken wie Krjukow oder einem anderen“. Eine inhaltliche Auseinandersetzung mit den Vorwürfen fand nicht statt.
1982 erschien eine computergestützte Textanalyse von German Jermolajew, die zum Ergebnis kam, dass Scholochow als der einzige Autor des Stillen Don anzusehen sei.
Eine Gruppe norwegischer Wissenschaftler um den Slawisten Geir Kjetsaa schloss 1984 nach statistischen Vergleichen aus, dass der stille Don von Krjukow stamme, eine Autorschaft von Scholochow sei dagegen möglich.
1990 wurden endlich Teile des verloren geglaubten Manuskripts des Stillen Dons gefunden und 1999 für die Russische Akademie der Wissenschaften erworben.
Die ältesten zehn Blätter waren auf den Oktober 1925 datiert. 606 Seiten waren von Scholochow selber geschrieben, die restlichen späteren 276 Seiten von zwei ihm nahestehenden Personen.
Daraufhin erklärte der Vorsitzende des Instituts für Weltliteratur an der Russischen Akademie der Wissenschaften Felix Kusnezow das Scholochow-Problem für erledigt, da die Autorschaft nun zweifelsfrei nachgewiesen sei.

### Zeev Bar-Sella 1996–2015
Der in Israel lebende russische Literaturwissenschaftler Zeev Bar-Sella (vorher Wladimir Nasarow) untersuchte ab 1982 die Entstehung des Romans Der stille Don.
Er kam zu dem Ergebnis, dass Scholochow nicht der Verfasser des Stillen Dons sein könne.
Es gebe zu viele Unstimmigkeiten in dem Text.
Der tatsächliche Autor müsse den Ersten Weltkrieg und den Bürgerkrieg als erwachsener Mann selber miterlebt haben, außerdem müsse er eine genaue Kenntnis der Kultur der Kosaken in der Donregion gehabt haben.
In dem Roman gibt es zahlreiche Verweise auf die klassische und zeitgenössische russische Literatur, besonders häufig seien Bezüge zu Turgenjew und  Bunin zu finden.
Zeev Bar-Sella fand viele Hinweise auf eine vorrevolutionäre Orthographie und Ausdrucksweise des ursprünglichen Manuskripts des anderen Autors. Viele Begriffe und Umstände habe Scholochow beim Abschreiben und Übertragen in die neue Orthographie nicht verstanden. Zum Beispiel seien ihm historische Ereignisse in entfernteren Gegenden wie Bulgarien, Galizien oder Ostpreußen unverständlich gewesen, so habe er dort eine Stadt Stolypin (eigentlich der Name eines russischen Ministerpräsidenten) gelesen, wo im ursprünglichen Text wahrscheinlich Stallupönen (Сталупенень) stand.
Auch seien einige Episoden an verschiedenen Stellen im Roman zweimal verwendet worden, einmal in knapper nüchterner Form und einmal in literarisch ausgestalteterer Weise. Das bedeute, dass zwei Manuskripte verwendet worden seien, ein früher Entwurf, und eine ausformuliertere Fassung, und dass aus beiden in vermischter Weise Textstücke zu dem Roman zusammengefügt worden seien.
Zeev Bar-Sella vermutete den aus der Donregion stammenden Dichter Weniamin Krasnuschkin (1891–nach 1920) als eigentlichen Autor der ersten beiden Teile des Romans. Dieser habe sich in seinem sechsbändigen Gesamtwerk unter dem Pseudonym Viktor Sewski als Erneuerer der physiologischen Skizze einen Namen gemacht. Auch habe er einen Essay über Turgenjew und Bunin geschrieben. Krasnuschkin habe im Bürgerkrieg auf Seiten der Weißen gekämpft und sei dann angeblich von den Roten erschossen worden. Tatsächlich sei er aber in Gefangenschaft nach Moskau und an andere Orte gebracht worden, die genauen Hintergründe sind bisher unbekannt. Dessen Manuskript sei dann (möglicherweise) an den Geheimdienst GPU gelangt, der es über einen Mentor an Scholochow weitergegeben habe. Konkrete Hinweise auf ein solches Manuskript gibt es aber nicht.
Zeev Bar-Sella vermutete als Autor für den vierten, schwächeren Teil Weniamin Kawerin. Auch andere Werke Scholochows seien eigentlich von anderen Schriftstellern wie Boris Pilnjak und Andrej Platonow verfasst worden.
Zeev Bar-Sella stellte fest, dass die gefundenen Manuskripte Scholochows zum Stillen Don (von 1990) wahrscheinlich erst nach der ersten Veröffentlichung 1928 geschrieben wurden, möglicherweise als Belege seiner Autorschaft nach den Plagiatsvorwürfen. Dieser geschriebene Text habe mehr Ähnlichkeit mit der zweiten Druckfassung als mit der ersten, die noch einige kleine Schreibfehler enthielt, die auf dem Manuskript nicht mehr vorhanden sind.

### Weitere Texte gegen eine alleinige Autorschaft Scholochows seit 2004
2004 hieß es im DeutschlandRadio

„Detaillierten Nachforschungen musste sich Scholochow nicht stellen. Er war geschützt durch seinen Status als Funktionär und hochoffizieller Musterschriftsteller des sozialistischen Realismus.“

Anlässlich seines 100. Geburtstages 2005 veröffentlichten verschiedene Publizisten ihre Sicht auf die Problematik.
Der russische Historiker
Anatoli Fomenko erklärte nach statistischen Analysen, der Text sei von zwei verschiedenen Autoren verfasst worden, der erste Teil (bis zum Beginn des sechsten Teilabschnittes) von einem, der Rest von einem anderen. Dies hatte auch schon Roi Medwedew 1966 behauptet. Der russisch-israelische Literaturwissenschaftler Zeev Bar-Sella veröffentlichte in diesem Jahr eine Studie mit seinen umfangreichen Erkenntnissen.
Der deutsche Slawist Karlheinz Kasper berichtete daraufhin aus Moskau, das (..) Gerücht (...) schallt mit neuer Lautstärke durch den hauptstädtischen Blätterwald: Der "Stille Don" (...) sei ein Plagiat.
Der Schriftsteller und Übersetzer Felix Philipp Ingold schrieb 2006, mittlerweile herrsche „so gut wie Gewissheit“, dass es sich um „ein zusammengestohlenes Kompilat“ handele. Offenkundig sei Scholochow, „seiner öffentlichen Glorifizierung als ‚proletarischer Tolstoi‘ zum Trotz, ein nur schwach belesener, literarisch völlig unbedarfter Autor“ gewesen, der früh vom sowjetischen Geheimdienst GPU angeworben und auf die Rolle eines Großschriftstellers und Parteiliteraten vorbereitet worden sei. Der Name Scholochow stehe mithin „nicht für einen realen Autor“, sondern für ein „Machwerk anonymer Ghostwriter“.
Die deutsche Publizistin Kerstin Holm stellte 2015 die umfangreichen Thesen von Zeev Bar-Sella erstmals ausführlicher in deutscher Sprache vor. Sie stimmte ihnen zum großen Teil zu.

### Weitere Texte für eine alleinige Autorschaft Scholochows seit 2005
Der Direktor des Instituts für Weltliteratur an der Russischen Akademie der Wissenschaften Felix F. Kusnezow veröffentlichte 2005 eine umfangreiche Abhandlung, in der er detailliert nachzuweisen versuchte, dass Michail Scholochow der alleinige Autor des Stillen Dons sei. Dabei setzte er sich auch mit einigen Argumenten der Kritiker auseinander.
Danach gab es weitere Publikationen in Russland, die diese Auffassung unterstützten. Deren Hintergründe waren vor allem ideologische, sie wollten den Mythos des sozialistischen Starschriftstellers und Nobelpreisträgers erhalten. 
Der ehemalige DDR-Slawistikprofessor Willi Beitz erläuterte die Hauptargumente Kusnezows für Scholochow.
Dieser habe in seiner Jugend sehr genau die Ereignisse in der Donregion mitbekommen, selbst in seinem engsten Umfeld habe es brutale Auseinandersetzungen gegeben. Sein Vater als wohlhabender Mittelständler habe eine umfangreiche Bibliothek gehabt, die der Junge auch habe nutzen können. Scholochow sei in seiner Jugend bei den Weißen gewesen, habe dies aber aus Angst vor Repressionen nicht erzählen können. Auch seine Kenntnis der offiziell nicht erwünschten Literatur habe er aus diesem Grund nicht erklärt. Er sei ein begabter Schriftsteller gewesen, was Zeitzeugen belegen könnten. Die „Legende vom angeblichen ‚Plagiat‘ Scholochows“ sei von Alexander Solschenizyn initiiert worden, als Rache für die harte Haltung Scholochows in den 1960er Jahren gegen regimekritische sowjetische Schriftsteller. Diese Angaben sind teilweise Vermutungen ohne dokumentarische Belege (Bibliothek, Aufenthalt bei den Weißen usw.)

### Fazit
In der Gegenwart sind die Positionen verhärtet. Jede Seite beharrt auf ihren Ansichten, die einen mehr mit Sachargumenten, die anderen mehr mit Polemiken.  
Nach biographischen und stilistischen Anhaltspunkten ist eine alleinige Autorschaft des damals 22-jährigen Michail Scholochows an dem Roman Der stille Don eigentlich nicht möglich.
Der tatsächliche Entstehungsverlauf konnte aber auch nicht sicher rekonstruiert werden, da keine ausreichenden historischen Dokumente vorhanden sind. Die detailreichsten Erkenntnisse dazu veröffentlichte der Literaturwissenschaftler Zeev Bar-Sella.

## Auszeichnungen
- Stalinpreis, 1941[34]
- Nobelpreis für Literatur, 1965

## Ausgaben
Deutsche Übersetzungen
- Der Stille Don. Verlag Volk und Welt, Berlin 1947.
  - Band 1: Die Zarenzeit. Übersetzt von Olga Halpern; 425 Seiten.
  - Band 2: Krieg und Revolution. Übersetzt von Olga Halpern; 456 Seiten.
- Der stille Don. dtv, München 1985.
  - Band 1: 1. und 2. Buch übersetzt von Olga Halpern, 661 Seiten, ISBN 3-423-01313-3.
  - Band 2: 3. und 4. Buch übersetzt von E. Margolis und R. Czora, 850 Seiten, ISBN 3-423-01314-1.
- Der stille Don. dtv, München 2000, ISBN 978-3-423-12728-8.

## Bearbeitungen

### Verfilmungen
Es gab bisher vier russischsprachige Verfilmungen.
- Der stille Don (1930), sowjetischer Film von Olga Preobraschenskaja und Iwan Konstantinowitsch Prawow (Regie) mit Andrei Abrikosow (Grigori) und Emma Cesarskaja (Aksinja).
- Der stille Don (1957), dreiteilige Verfilmung von Sergei Gerassimow. In den Hauptrollen: Pjotr Glebow (Grigori), Elina Bystrizkaja (Aksinja) und Sinaida Kirienko (Natalja).
- Der stille Don (1992), eine siebenteilige Fernsehproduktion (RUS/GB/I) von Sergei Bondartschuk (Regie) mit Rupert Everett (Grigori), Delphine Forest (Aksinja) und Jelena Bondartschuk (Natalja) in den Hauptrollen. Die Endfassung des Filmes wurde von Fjodor Sergejewitsch Bondartschuk, dem Sohn des Regisseurs, 2006 fertiggestellt.
- Der stille Don (2015), eine 14-teilige Fernsehproduktion von Sergej Ursuljak (Regie) mit Jewgeni Tkatschuk (Grigori), Polina Tschernischowa (Aksinja) und Darja Ursuljak (Natalja) in den Hauptrollen.

### Lieder
Dem US-amerikanischen Sänger Pete Seeger dienten die in Der stille Don zitierten Verse des Donkosaken-Lieds Koloda Duda als Inspiration für den Text seines Liedes Where Have All the Flowers Gone. Ferner existiert von der russischen Sängerin Varvara ein gleichnamiges Lied, dessen Inhalt an den Roman erinnert.

### Oper
Der Roman war Grundlage einer Oper von Iwan Dserschinski, die am 22. Oktober 1935 uraufgeführt wurde.